# Поцо Фреско (Фиренца)
Поцо Фреско је насеље у Италији у округу Фиренца, региону Тоскана.
Према процени из 2011. у насељу је живело 31 становника. Насеље се налази на надморској висини од 60 м.